# UFC 86
UFC 86: Jackson vs. Griffin（ユーエフシー・エイティシックス：ジャクソン・バーサス・グリフィン）は、アメリカ合衆国の総合格闘技団体「UFC」の大会の一つ。2008年7月5日、ネバダ州ラスベガスのマンダレイ・ベイ・イベント・センターで開催された。
大会サブタイトルの通り、メインイベントではリアリティ番組「The Ultimate Fighter」のシーズン7でともにコーチを務めたクイントン・"ランペイジ"・ジャクソンとフォレスト・グリフィンによるUFC世界ライトヘビー級タイトルマッチが行われた。

## 大会概要
メインイベントのライトヘビー級タイトルマッチでは挑戦者のグリフィンが王者ジャクソンを3-0の判定で下し、第8代UFC世界ライトヘビー級王者となった。
当初はヘビー級戦としてフランク・ミアがジャスティン・マッコーリーと対戦する予定であったが、ミアはThe Ultimate Fighterシーズン8出演のため欠場した。また、予定されていたクリス・ウィルソン対スティーブ・ブルーノ、ベン・ソーンダース対ジャレッド・ローリンズの2試合は、UFC 87へ延期された（UFC 87ではローリンズがライアン・トーマスに変更）。

## 試合結果

### プレリミナリィカード
第1試合 ライト級 5分3R
○  ジャスティン・バックホルツ vs.  コーリー・ヒル ×
2R 3:57 チョークスリーパー
第2試合 ライト級 5分3R
○  メルヴィン・ギラード vs.  デニス・シヴァー ×
1R 0:36 TKO（レフェリーストップ：右ストレート→パウンド）
第3試合 ライト級 5分3R
○  コール・ミラー vs.  ジョルジ・グージェウ ×
3R 4:48 三角絞め
第4試合 ヘビー級 5分3R
○  ガブリエル・ゴンザーガ vs.  ジャスティン・マッコーリー ×
1R 1:57 V1アームロック

### メインカード
第5試合 ライト級 5分3R
○  タイソン・グリフィン vs.  マーカス・アウレリオ ×
3R終了 判定3-0（30-27、30-27、30-27）
第6試合 ウェルター級 5分3R
○  ジョシュ・コスチェック vs.  クリス・ライトル ×
3R終了 判定3-0（30-26、29-27、30-28）
第7試合 ライト級 5分3R
○  ジョー・スティーブンソン vs.  グレイゾン・チバウ ×
2R 2:57 フロントチョーク
第8試合 ミドル級 5分3R
○  パトリック・コーテ vs.  ヒカルド・アルメイダ ×
3R終了 判定2-1（29-28、28-29、29-28）
第9試合 UFC世界ライトヘビー級タイトルマッチ 5分5R
○  フォレスト・グリフィン vs.  クイントン・"ランペイジ"・ジャクソン ×
5R終了 判定3-0（48-46、48-46、49-46）
※グリフィンが王座獲得に成功。

### 各賞
ファイト・オブ・ザ・ナイト： フォレスト・グリフィン vs. クイントン・"ランペイジ"・ジャクソン
ノックアウト・オブ・ザ・ナイト： メルヴィン・ギラード
サブミッション・オブ・ザ・ナイト： コール・ミラー
各選手にはボーナスとして60,000ドルが支給された。